# The Legend of Zelda: Breath of the Wild Sound Selection
The Legend of Zelda: Breath of the Wild Sound Selection è la colonna sonora originale di The Legend of Zelda: Breath of the Wild.

## Tracce
1. Main Theme – 2:01 (musica: Manaka Kataoka)
2. Field (Day) – 2:50 (musica: Manaka Kataoka)
3. Battle (Field) – 2:03 (musica: Manaka Kataoka)
4. Shrine – 4:07 (musica: Yasuaki Iwata)
5. Battle (Shrine) – 1:30 (musica: Manaka Kataoka)
6. Riding (Day) – 1:55 (musica: Manaka Kataoka)
7. Riding (Night) – 1:54 (musica: Manaka Kataoka)
8. The Temple of Time – 2:03 (musica: Yasuaki Iwata)
9. Guardian Battle – 2:10 (musica: Manaka Kataoka)
10. Talus Battle – 1:57 (musica: Manaka Kataoka)
11. Hinox Battle – 3:42 (musica: Hajime Wakai)
12. Stables – 2:26 (musica: Yasuaki Iwata)
13. Kass's Theme – 1:12 (musica: Manaka Kataoka)
14. Kakariko Village (Day) – 3:54 (musica: Hajime Wakai)
15. Kakariko Village (Night) – 4:34 (musica: Hajime Wakai)
16. Rito Village (Day) – 3:50 (musica: Yasuaki Iwata)
17. Rito Village (Night) – 4:42 (musica: Yasuaki Iwata)
18. Goron City (Day) – 2:54 (musica: Yasuaki Iwata)
19. Goron City (Night) – 3:34 (musica: Yasuaki Iwata)
20. Zora's Domain (Day) – 3:44 (musica: Yasuaki Iwata)
21. Zora's Domain (Night) – 4:40 (musica: Yasuaki Iwata)
22. Gerudo Town (Day) – 2:44 (musica: Yasuaki Iwata)
23. Gerudo Town (Night) – 3:27 (musica: Yasuaki Iwata)
24. Main Theme (Live) – 2:12 (musica: Manaka Kataoka)

Durata totale: 70:05